# Resolució 1876 del Consell de Seguretat de les Nacions Unides
La Resolució 1.876 del Consell de Seguretat de les Nacions Unides fou adoptada el 26 de juny de 2009,

## Resolució
Avui el Consell de Seguretat ha estès el mandat de l'Oficina de les Nacions Unides pel Suport a la Consolidació de la Pau a Guinea Bissau (UNOGBIS) fins al 31 de desembre i ha demanat al secretari general que estableixi una Oficina Integrada de Consolidació de la Pau de les Nacions Unides a Guinea Bissau (UNIOGBIS) per succeir-la durant un període inicial de 12 mesos després d'això.
Aprovada per unanimitat la resolució 1876 (2009), el Consell ha subratllat la importància d'establir una oficina totalment integrada amb la coordinació efectiva de les estratègies i programes entre els organismes de les Nacions Unides, els fons i programes, entre les Nacions Unides i els donants internacionals, i entre UNIOGBIS, la Comunitat Econòmica dels Estats de l'Àfrica Occidental (CEDEAO) i altres missions de les Nacions Unides a la regió.
El Consell va instar als líders polítics de Guinea Bissau a abstenir-se de la participació dels militars en la política, i els va demanar que utilitzessin mitjans legals i pacífics per resoldre les seves diferències. Es va demanar al Govern de Guinea Bissau dur a terme investigacions creïbles i transparents en els assassinats polítics al març i juny i portar davant la justícia els responsables.
El 23 de juny, el Consell va escoltar la informació sobre la situació a Guinea Bissau de Joseph Mutaboba, Representant del Secretari General i Cap de la UNOGBIS.